# Paunaka
Le paunaka est une langue arawak menacée parlée dans l’est de la Bolivie, dans la province de Ñuflo de Chávez.

## Vitalité
Le paunaka est en danger critique d’extinction. Parlé par onze locuteurs en 2011, il n’en avait plus que huit en 2023. Ceux-ci vivent tous dans la ville de Concepción ou les villages voisins de Santa Rita et San Miguelito de la Cruz. Certaines personnes dans la région s’identifient comme « d’origine paunaka » sans parler la langue, et quelques autres en ont une connaissance limitée.
Tous les locuteurs parlent aussi l’espagnol et le chiquitano et aucun n’utilise régulièrement le paunaka. Le plus jeune d’entre eux est né dans les années 1950.